# Wirschweiler

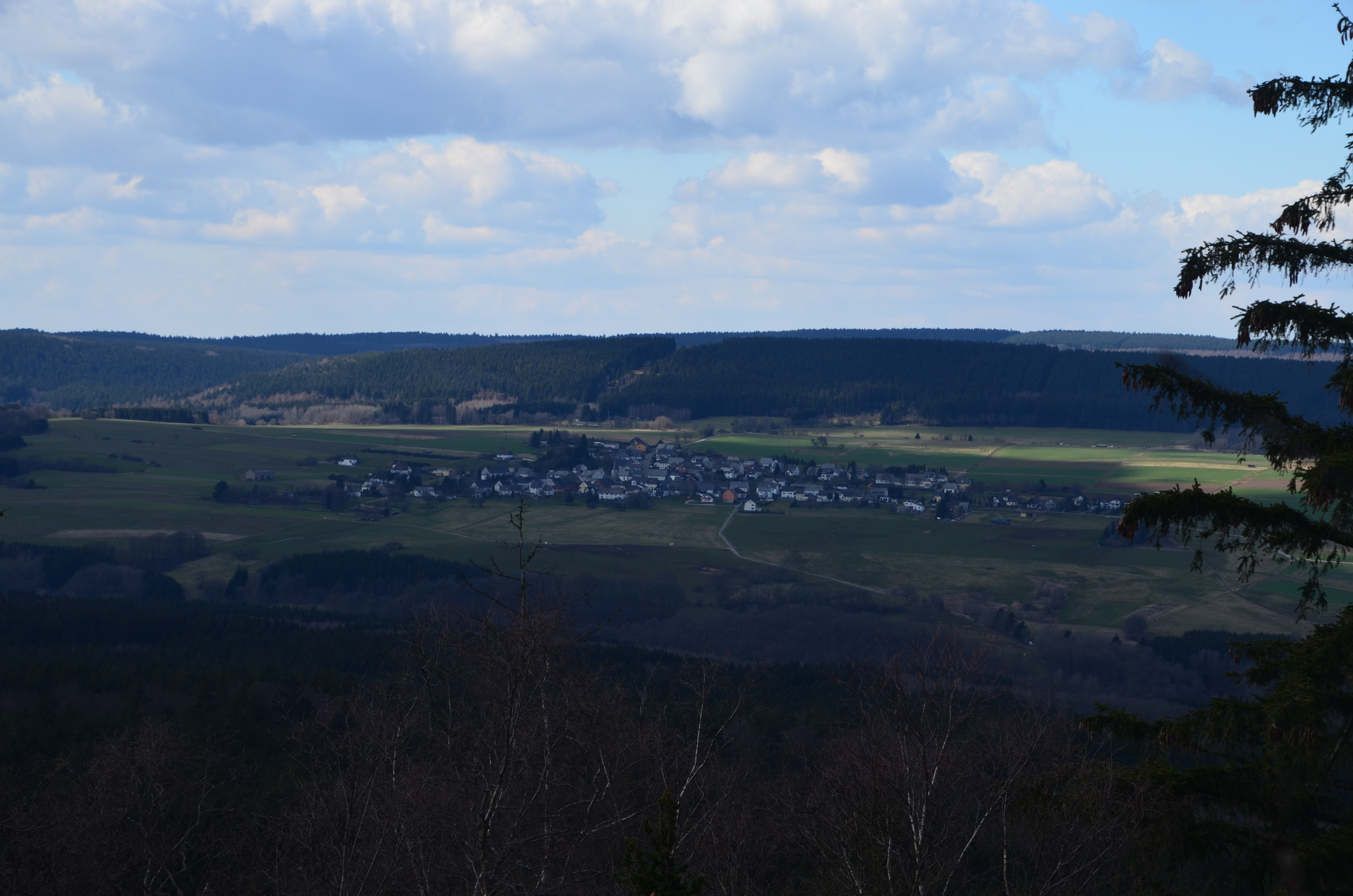
Wirschweiler

Wirschweiler ist eine Ortsgemeinde im Landkreis Birkenfeld in Rheinland-Pfalz. Sie gehört der Verbandsgemeinde Herrstein-Rhaunen an.

## Geographie
Wirschweiler liegt im Naturpark Saar-Hunsrück zwischen Allenbach und Sensweiler. 69 Prozent der Gemarkungsfläche sind bewaldet. Zu Wirschweiler gehören auch die Wohnplätze Klarebacherhof und Wirschweiler Mühle. Wirschweiler ist eine Nationalparkgemeinde im Nationalpark Hunsrück-Hochwald.

## Geschichte
Der Ort wurde sicher im Jahr 1148 als „Wernzvilre“ urkundlich erwähnt. Bei einer Urkunde aus dem Jahr 975, die ein „Werriswillero“ nennt, wird die Echtheit angezweifelt. Im Mittelalter gehörte die Gemeinde zur Hinteren Grafschaft Sponheim. Nach der Französischen Revolution war sie Teil des Saardepartements. 1815 wurde Wirschweiler Preußen zugeschlagen.
Am 7. Juni 1969 wurde aus der Gemeinde Wirschweiler-Langweiler der Ortsteil Langweiler mit 325 Einwohnern nach Sensweiler umgemeindet, aus dem 1992 eine eigenständige Gemeinde gebildet wurde. Am 1. Mai 1970 wurde die Gemeinde von Wirschweiler-Langweiler in Wirschweiler umbenannt.

### Bevölkerungsentwicklung
Die Entwicklung der Einwohnerzahl von Wirschweiler, die Werte von 1871 bis 1987 beruhen auf Volkszählungen:
| Jahr | Einwohner |
| ---- | --------- |
| 1815 | 486       |
| 1835 | 655       |
| 1871 | 654       |
| 1905 | 587       |
| 1939 | 360       |
| 1950 | 399       |
| 1961 | 396       |

| Jahr | Einwohner |
| ---- | --------- |
| 1970 | 460       |
| 1987 | 421       |
| 1997 | 395       |
| 2005 | 368       |
| 2017 | 294       |
| 2022 | 287       |

## Politik

### Gemeinderat
Der Gemeinderat in Wirschweiler besteht aus sechs Ratsmitgliedern, die bei der Kommunalwahl am 9. Juni 2024 in einer Mehrheitswahl gewählt wurden, und dem ehrenamtlichen Ortsbürgermeister als Vorsitzendem.

### Bürgermeister
Mirco Klein wurde am 28. August 2024 einstimmig vom neuen Gemeinderat als Bürgermeister der Ortsgemeinde Wirschweiler gewählt, ernannt und vereidigt. Da es bei der Direktwahl am 9. Juni 2024 keinen direkten Bewerber für das Amt des Ortsbürgermeisters gegeben hatte, musste dieser gemäß rheinland-pfälzischer Gemeindeordnung aus den Reihen des Gemeinderates gewählt werden.
Sein Vorgänger Erich Paulus hatte das Amt seit 1998 bis zu seiner Amtsniederlegung zum 31. Januar 2024 inne. Bis zur Neuwahl des Ortsbürgermeisters führte sein Sohn Sascha Paulus, der damalige Erste Beigeordnete der Gemeinde, kommissarisch die Amtsgeschäfte weiter.

### Wappen
| Wappen von Wirschweiler | Blasonierung: „Schild durch einen halben goldenen Schräglinkswellenbalken geteilt, vorne in Rot ein blaugezungter goldener Löwenrumpf nach links, hinten rot-silber geschacht.“ |
| Wappen von Wirschweiler | Wappenbegründung: Der Wellenbalken deutet den Grenzbach (Gladenbach) zwischen Wirschweiler und Sensweiler an (Hintere Grafschaft Sponheim und Wild- und Rheingrafschaft). Der Löwenrumpf symbolisiert den wild- und rheingräflichen Besitz auf der anderen Seite des Gladenbaches. Der hintere Schildteil verweist auf die ehemalige Zugehörigkeit zur Hinteren Grafschaft Sponheim. |

## Sehenswürdigkeiten
- Evangelische Kirche